# Cândido Simões Ferreira
Cândido Simões Ferreira (Ponte Nova, 19 de março de 1921 – Rio de Janeiro, 23 de setembro de 2013) foi um geólogo, paleontólogo, pesquisador e professor universitário brasileiro. 
Comendador e grande oficial da Ordem Nacional do Mérito Científico e membro titular da Academia Brasileira de Ciências, foi pesquisador emérito do Museu Nacional no Rio de Janeiro, professor titular da Universidade Federal do Rio de Janeiro (UFRJ) e assessor do Comitê de Geociências do Conselho Nacional de Desenvolvimento Científico e Tecnológico (CNPq).

## Biografia
Cândido nasceu em 1921, no município mineiro de Ponte Nova. Ingressou no curso de química, da Faculdade de Filosofia, Ciências e Letras da Universidade do Distrito Federal, que viria a ser incorporada pela Universidade do Brasil, que daria origem à Universidade Federal do Rio de Janeiro.
Licenciado e bacharel em Química, ingressou nas Ciências da Terra ao fazer um estudo metalográfico e a análise química de alguns meteoritos brasileiros, tanto que seu primeiro artigo científico, publicado em 1951, analisou o meteorito de Barbacena. Começou a trabalhar como naturalista no Museu Nacional em 1945 e depois em 1960 ingressou na UFRJ, tornando-se professor titular em 1969, cargo que ocupou até a sua aposentadoria, em 1991.
Cândido também fez grandes contribuições para o Museu Paraense Emílio Goeldi, em Belém do Pará, entre os anos de 1955 e 1957 como pesquisador-chefe da Divisão de Geologia, onde se dedicou aos estudos paleontológicos na Amazônia, em especial na Formação Pirabas. Entre os anos de 1958 e 1964, com bolsa do CNPq, trabalhou em tempo integral para a UFRJ. Em 1964 foi nomeado chefe de divisão da geologia do Museu Nacional, tendo se dedicado aos estudos de fósseis de invertebrados.
Cândido fez estudos pioneiros na Formação Pirabas, no Pará, com revisões das formas já descritas e descrições de novas espécies. Fez levantamentos paleontológicos e estratigráficos que se tornaram referência para o norte e nordeste. Em 1976 foi eleito membro titular da Academia Brasileira de Ciências, chegando a ocupar o cargo de Secretário-Geral. Publicou mais de 60 trabalhos, tendo orientado mestrandos e doutorandos no Museu Nacional e na UFRJ.
Em 1990, em uma expedição às margens do rio Itapecuru, em Itapecuru-Mirim, no Maranhão, Cândido tropeçou em uma vértebra que, inicialmente, supôs ser de algum mamífero grande. Enviando a vértebra para o laboratório da UFRJ, descobriu-se que não era de um mamífero, mas sim de um dinossauro. Uma nova expedição foi enviada para a região do rio Itapecuru, onde todos os fragmentos foram coletados e analisados. Em 2003 teve-se a certeza de que era o fóssil do dinossauro mais antigo encontrado até o momento em território brasileiro, o Amazonsaurus maranhensis. Ele teria cerca de 10 metros de comprimento e cerca de 10 toneladas de peso, sendo principalmente herbívoro.

## Morte
Cândido morreu na cidade do Rio de Janeiro, em 23 de setembro de 2013, aos 92 anos. Na época de sua morte era o paleontólogo mais velho ainda em atividade no Brasil.

## Homenagens
Ganhou o diploma de Honra ao Mérito do Instituto Nacional de Pesquisas da Amazônia em 1978. Recebeu a Placa de Prata da Sociedade Brasileira de Paleontologia em 1985 e da Sociedade Brasileira de Geologia em 1990. Em 1993 tornou-se Professor Emérito da Universidade Federal do Rio de Janeiro. Em 1996 recebeu a designação de Comentador da Ordem Nacional do Mérito Científico e em 2002 recebeu a Grã-Cruz da mesma ordem.
Em 1988, em sua homenagem, os paleontólogos Ismar de Souza Carvalho e Diógenes de Almeida Campos descreveram e nomearam o Candidodon itapecuruense em um artigo dos Anais da Academia Brasileira de Ciências.

## Linhas de pesquisa
- Análise geoquímica de meteoritos
- Geocronologia
- Estratigrafia
- Paleontologia de invertebrados